# Duplaspidiotus spinosus
Duplaspidiotus spinosus är en insektsart som beskrevs av Brimblecombe 1956. Duplaspidiotus spinosus ingår i släktet Duplaspidiotus och familjen pansarsköldlöss. Inga underarter finns listade i Catalogue of Life.